# Ато Кандал (Порторико)
Ато Кандал (шп. Hato Candal) град је у америчкој острвској територији Порторико, острвској држави Кариба.

## Демографија
По попису из 2010. године број становника је 2.055, што је 398 (-16,2%) становника мање него 2000. године.
| Група             | 2000.         | 2010.         |
| Белци             | 12 (0,5%)     | 5 (0,2%)      |
| Афроамериканци    | 484 (19,7%)   | 572 (27,8%)   |
| Азијати           | 8 (0,3%)      | 1 (0,0%)      |
| Хиспаноамериканци | 2.439 (99,4%) | 2.049 (99,7%) |
| Укупно            | 2.453         | 2.055         |